# Last in Amsterdam
Last in Amsterdam is een tekstgebaseerd computerspel uit 1992, dat werd geschreven door John Vanderaart en weggegeven bij het tijdschrift Computer!Totaal als derde en laatste onderdeel van de Lost in Amsterdam-prijsvraag. Het werd gesponsord door Bruna, Computer Collectief, Dysan, G&B Computers, PTT Post, Vobis, en WordPerfect. Wie het spel voor 1 februari 1993 uitspeelde, kon meedingen naar prijzen.
De speler speelt de rol van Geurt, een boerenjongen uit West-Friesland, die in Amsterdam op zoek gaat naar zijn broer Gijs en zijn zusje Jannetje.